# Shaneel Lal
Shaneel Shavneel Lal, né le 22 janvier 2000 à Nausori, est une personnalité militante pour les droits LGBT+, vakasalewalewa, de nationalité fidjienne et néo-zélandaise.  
Shaneel Shavneel Lal participe activement au mouvement visant à interdire la thérapie de conversion en Nouvelle-Zélande et a fondé le Conversion Therapy Action Group, un groupe contre la thérapie de conversion en Nouvelle-Zélande.   
Lal est notamment membre du conseil d'administration de Rainbow Youth et du Auckland Pride Festival.  

## Biographie
Lal est transgenre non-binaire, vakasalewalewa (troisième genre officiel aux Fidji) et hijra et, en anglais, emploie les pronoms they/them, ce qui peut se traduire par « iel » en français,,.  
Lal naît à Nausori, aux Fidji, dans une famille mixte iTaukei et Girmitya (Indiens des Fidji descendants de migrants indiens engagés) le 22 janvier 2000,. Sa famille est hindoue et Lal grandit dans une communauté hindoue et musulmane. Après avoir fréquenté une école primaire et secondaire chrétienne à Fidji, Lal sort de cette religion et souscrit à la spiritualité indigène. 
Aux Fidji, Lal subit une thérapie de conversion dans le but de changer sa sexualité et son identité de genre : la communauté de son village l'incite à arrêter d'être queer et les anciens du village prient pour cela. Lal vit la thérapie de conversion comme un défi à son indigénat et à sa relation avec ses ancêtres. D'après Lal, avant la colonisation, les vakasalewalewa faisaient partie intégrante de la société fidjienne indigène, mais avec la colonisation, les discriminations envers les personnes LGBT+ se répandent,. Lal affirme que les identités non hétérosexuelles et non cisgenres indigènes sont précoloniales et distinctes des termes anglophones décrivant ces catégories. 
En 2014, Lal déménage en Nouvelle-Zélande à la recherche d'un foyer plus sûr. Lal rejoint l'Otahuhu College et, en 2018, est dux (major) de sa promotion.

## Campagne pour interdire la thérapie de conversion
À l'été 2017, Lal faisait du bénévolat à l'hôpital de Middlemore lorsqu'un chef d'église lui proposa de prier contre son homosexualité. Lorsque Lal refusa, le chef de l'église lui souhaita l'enfer,. Lal considère qu'il s'agit d'un moment déterminant de sa vie, car il marque sa prise de conscience contre les thérapies de conversion que Lal subit aux Fidji.
En 2019, Lal prononce un discours au Parlement des Jeunes de Nouvelle-Zélande (en) pour interdire la thérapie de conversion. Son intervention est ovationnée, mais après le discours Lal reçoit des insultes homophobes en ligne. Dans une interview avec Breakfast en 2020, Lal qualifie la thérapie de conversion de « torture sanctionnée par l'État ». Lal déclare à l'intervieweuse que plusieurs personnes homosexuelles prient Dieu de « les guérir ou de les tuer ». À la suite de cette interview, Steve Elers, professeur à l'Université Massey, écrit un article d'opinion pour le Manawatu Guardian et republié par The New Zealand Herald, rejetant la question de la thérapie de conversion et mégenrant Lal. Le journaliste David Farrier défend Lal dans son blog Webworm, et l'attention médiatique qui suit conduit à l'annulation de la chronique d'Elers,.
Lal fonde le Conversion Therapy Action Group (« Groupe d'action sur la thérapie de conversion ») (CTAG) en 2019 pour travailler à l'interdiction la thérapie de conversion en Nouvelle-Zélande,. Lors des élections législatives néo-zélandaises de 2020, Lal et CTAG font pression sur le Parti travailliste néo-zélandais pour qu'il s'engage à interdire la thérapie de conversion en Nouvelle-Zélande. Lal s'allie avec le Parti vert d'Aotearoa Nouvelle-Zélande pour remettre une pétition de plus de 150 000 signatures dans le but d'interdire la thérapie de conversion.
En février 2021, le ministre de la Justice annonce qu'une interdiction de la thérapie de conversion sera promulguée fin 2021 ou en février 2022, au plus tard. Lal commente :  c'était « un engagement incroyable car à ce moment-là, les travaillistes n'avaient fait aucun travail fondamental qui les aurait aidés à atteindre leur objectif ».
En juillet 2021, le ministre de la Justice, Kris Faafoi (en), présente un projet de loi sur l'interdiction des thérapies de conversion. Lal critique ce projet, jugeant qu'il s'agit d'un « projet de loi inadéquat qui ne parvient pas à interdire la pratique ni à indemniser les victimes », que cela ne permettrait pas à la police de poursuivre les contrevenants, et que les thérapies de conversion pourraient se poursuivre malgré tout. À la suite de la campagne en ligne de Lal, le comité du Parlement néozélandais dédié au sujet reçoit plus de 100 000 suggestions de modifications, battant le record national du nombre d'amendements déposés pour un projet de loi.
L'ancienne dirigeante nationale Judith Collins affirme que ce projet de loi criminalise les parents parce qu'ils étaient parents, et le qualifie donc d'« anti-parents ». Le député national Simon Bridges déclare que le Parti national ne soutiendrait le projet de loi que si les parents bénéficiaient d'une exemption pour empêcher leurs enfants de prendre des bloqueurs de puberté. Lal affirme que la position du Parti national est anti-enfants : la loi indiquait déjà aux parents comment être parent de leurs enfants, par exemple avec les lois anti-fessée. Lal affirme que le projet de loi sur l'interdiction des pratiques de conversion est une extension de ces lois, conçues pour protéger les enfants contre les dommages psychologiques. En désaccord avec l'affirmation du Parti national, Lal argue plutôt que le projet de loi interdit aux parents d'empêcher de force leurs enfants de prendre des bloqueurs de puberté dans le but de supprimer leur identité ou expression de genre choisie. 
L'une des plus grandes Églises de Nouvelle-Zélande, ARISE, affirme que le projet de loi criminalise les parents, les conseillers et les pasteurs qui cherchent à aider les enfants et les jeunes en matière de sexualité ou de genre. Lal fait valoir que le projet de loi indique clairement que « la seule expression d'un principe religieux ou d'une croyance faite à un individu qui n'est pas destinée à modifier ou à supprimer l'orientation sexuelle, l'identité de genre ou l'expression de genre de l'individu ne sera pas criminalisée ». Lal déclare en outre qu'ayant grandi dans la religion, la position de l'Église lui était connue. Lal fait valoir que les églises font souvent semblant de se préoccuper et de soutenir la communauté LGBT+ avant de se lancer dans une attaque contre l'existence de ses membres. Lal déclare qu'« il y a une mince frontière entre la liberté religieuse et le sectarisme religieux. La pratique de la conversion est du sectarisme ».
En août 2021, Lal plaide pour que le comité de la justice précise que les thérapies de conversion soient interdites quel que soit l'âge des personnes concernées. En effet, dans la première version du texte, section 8, les personnes âgées de 18 ans ou plus ne pouvaient porter plainte que si les thérapies subies leur avaient causé un « tort important ». Lal exige également que le projet de loi fournisse une couverture de l'ACC pour les dommages mentaux envers ceux qui ont subi une thérapie de conversion. Enfin, la section 12 du projet de loi donnait les pleins pouvoirs au procureur général pour décider ou non de poursuivre en justice les cas de thérapie de conversion : Lal se dresse contre cette proposition, affirmant que cela pourrait être utilisé par les gouvernements anti-LGBT+ pour refuser d'agir sur des poursuites en justice.
Lal avait lancé une pétition demandant au Parti travailliste d'amender le projet de loi, en reprenant les arguments ci-dessus. Le Parti travailliste n'a accepté aucune recommandation malgré le fait que la pétition ait atteint 18 000 signatures en deux jours. 
Le projet de loi sur l'interdiction des pratiques de conversion est adopté en troisième lecture le 15 février 2022. 112 députés votent pour et 8 députés du Parti national votent contre, dont le député national Simon O'Connor qui prononce un discours qualifié d'être « une attaque contre les personnes trans » par Lal. Lal déclare que cette loi ne protège pas toutes les personnes queer et que cela semble décourageant, mais que l'interdiction des thérapies de conversion est un début et que ces acquis constituent une victoire pour tous les êtres humains, et non seulement pour la communauté LGBT+.
Les huit députés nationaux ayant voté contre ce projet de loi sont bannis de la Pride de 2021. Lal déclare : «[...] je parle au nom de la communauté lorsque je dis que je ne veux plus jamais revoir les personnes qui ont voté contre l'interdiction de la thérapie de conversion à la Pride. Vous n'êtes pas les bienvenus, ne venez pas ». Lorsque VICE World News lui demande pourquoi ces huit députés n'avaient pas été invités à la Pride, pourtant espace d'inclusion, Lal déclare que « La marche des fiertés est une célébration des personnes LGBT+, pas une célébration des personnes qui veulent effacer les LGBT+. La Pride est née du besoin d'un lieu sûr et accueillant pour les LGBT+, les personnes qui veulent que les LGBT+ soient torturés n'ont pas leur place dans la Pride ».
Dans une interview de The Edge, Lal dit avoir reçu une menace de mort après l'adoption de la loi, et que ce n'était pas la première. Lal brûle la note et appelle à la célébration. Lal a déclaré à VICE World News que l'interdiction de la thérapie de conversion était un cadeau pour les futures générations de personnes LGBT+. 
Le 17 février, le magazine Vogue consacre un article à Lal. Vogue écrit que « l'appel de Lal à la Nouvelle-Zélande pour qu'elle réforme les lois sur la thérapie de conversion a eu un impact majeur ». 
Le projet de loi sur la législation d'interdiction des pratiques de conversion a reçu la sanction royale de la gouverneure générale Cindy Kiro le 18 février et est entré en vigueur le 19 février 2022,. 

## Plaidoyer pour la levée de l'interdiction du "don de sang gay"
Un homme gay peut donner du sang en Nouvelle-Zélande s'il n'a pas eu de relations sexuelles anales ou orales avec un autre homme au cours des trois mois précédant le don. Toute personne qui a pris la PrEP ou la PEP au cours des trois mois précédant le don n'est pas autorisée à donner du sang. 
Dans une interview sur Today FM, Lal a déclaré à Tova O'Brien que le New Zealand Blood Service (établissement gérant le don de sang en Nouvelle-Zélande) devrait autoriser les hommes homosexuels ayant des relations monogames, qui n'ont eu des relations sexuelles qu'entre eux au cours des trois derniers mois, à donner du sang.  Lal dit que cet établissement a l'obligation d'assurer la sécurité des personnes, mais qu'il a aussi une obligation envers la communauté LGBT+ de respecter leurs droits et de ne pas les stigmatiser davantage.
Tout le sang donné aux services du sang de Nouvelle-Zélande est testé pour les maladies infectieuses, y compris le VIH, l'hépatite B et C. La précision des tests est très bonne mais elle n'est pas parfaite. Lal déclare que « la préoccupation concerne le VIH nouvellement acquis. Le VIH nouvellement acquis est généralement détecté par le test en 7 jours, cependant, parfois la personne peut vivre avec le VIH jusqu'à 3 mois pour que le test le détecte.
Lal soutient qu'un couple homosexuel monogame qui n'a eu des relations sexuelles qu'entre les membres du couple au cours des 3 derniers mois devrait être autorisé à donner du sang. En effet, s'ils ne sont pas testés positifs pour le VIH 3 mois après le début de leur relation monogame, cela signifie qu'aucun des partenaires ne vit avec le VIH et qu'ils devraient tous les deux être en mesure de donner du sang.
Les chercheurs estiment qu'environ 35 000 personnes pourront donner du sang si les services du sang néo-zélandais adoptaient cette approche. 

## Militantisme et travail communautaire
En 2020, Lal devient finaliste pour Mister Gay New Zealand, un concours organisé par Express Magazine, mais ne remporte pas le titre. Pendant la compétition, Lal est attaqué par un groupe pour avoir parlé ouvertement du racisme dans la communauté LGBT néo-zélandaise à la suite d'un événement du Parti vert sur 35 ans de réforme de la loi homosexuelle. Lal critiquait le manque d'action de la communauté queer Pākehā de Nouvelle-Zélande dans la lutte pour la dépénalisation de l'homosexualité dans les îles du Pacifique. Le magazine Express attaque Lal et soutient une pétition appelant Rainbow Youth à l'expulser de son conseil d'administration. La pétition qualifie Lal de « suprématiste des BIPOC ». Lal répond que l'article d'Express constitue une tentative raciste et transphobe de dénigrer les personnes trans de couleur[réf. souhaitée]. Peu de temps après l'article d'Express, Lal commence son troisième mandat à Rainbow Youth après son élection puis siège au conseil d'administration d'Auckland Pride Festival,. 
Lal appelle les îles du Pacifique à décriminaliser l'homosexualité. Lors de la marche des fiertés d'Auckland en 2021, Lal affronte des manifestants chrétiens anti-queer et leur dit : « Dieu ne vous pardonnera jamais », ce qui provoque de l'indignation contre les personnes de la Pride.  Lal est sujet de critiques de politiciens et d'universitaires de droite,. 
Malgré ces critiques, beaucoup ont félicité Lal pour son plaidoyer en faveur des communautés marginalisées, en particulier les peuples autochtones et queer en Nouvelle-Zélande. Stuff NZ écrit que « Shaneel Lal, formidable, est impossible à résumer en une phrase. À seulement 21 ans, iel [they] a déjà un palmarès impressionnant en politique, en droits de l'homme et en plaidoyer LGBTQI+ ». En 2020, le magazine Ensemble a écrit que « à 20 ans, Shaneel a déjà une expérience prolifique en politique et en défense des droits de l'homme », ajoutant « Shaneel est une force à l'intersection d'un éventail de groupes marginalisés, et comme beaucoup de nos jeunes leaders communautaires, crée et inspire le changement sur le terrain ». En 2021, NZ VIVA nomme Lal personnalité de l'année, commentant : « Shaneel Lal est une force […] ». 
The Coconet écrit que « Shaneel Lal est activiste multiforme et intersectionnel. Iel [they] s'est fait entendre et a eu de l'influence pour mettre en lumière divers problèmes liés au racisme, à la transphobie, aux problèmes fonciers autochtones, à l'injustice systémique et bien plus encore. Shaneel est cofondateur de l'organisation "End Conversion Therapy NZ" et a été une voix ardente autour de la nécessité d'interdire la thérapie de conversion. » Dans une interview en 2020, Tagta Pasifika indique que « Shaneel Lal, né aux Fidji, a été une voix remarquable du Pacifique lors des célébrations de la Pride de cette année, car iel [they] a évoqué les problèmes auxquels le Pacifique est confronté dans la communauté LGBTQI + ».
Un documentaire mondial de VICE intitulé The New Resistance présente Lal parmi des militants d'autres pays.
Lal occupe le poste d'administrateur d'Adhikaar Aotearoa, organisation à but non lucratif qui fournit une éducation, un soutien et une défense des personnes LGBT+ sud-asiatiques.

## Prix
Lal reçoit le prix Impact Award for Inclusion pour son travail visant à mettre fin à la thérapie de conversion en Nouvelle-Zélande. Récipiendaire d'un prix spécial de la Fondation de coopération du Pacifique pour l'inclusion, récompensant son travail pour l'égalité des peuples homosexuels du Pacifique Lal reçoit la qualification de « jeune leader ayant inspiré la Nouvelle-Zélande ». 
Lal fait la couverture du magazine New Zealand Herald VIVA pour l'édition 2021 People of Year. Après son plaidoyer pour mettre fin à la thérapie de conversion en 2021, VIVA décrit Lal comme « la voix puissante d'une génération ». VIVA célèbre « le rôle essentiel de Shaneel dans l'articulation claire de la politique et des problèmes qui l'intéressent sur les réseaux sociaux - en particulier auprès d'un public plus jeune - est un exemple convaincant d'atteindre des publics avec lesquels les médias traditionnels ont encore du mal à se connecter ».
Le magazine Vogue présente Lal dans son Youthquake, une édition qui dit célébrer les créateurs de la génération Z. Vogue écrit qu'« en plus d'utiliser sa plate-forme pour apporter de sérieux changements de politique, Lal utilise également son statut d'acteur du changement pour que les personnes queer, BIPOC se sentent vus et entendus dans leur communauté. Par son choix de style, d'une part, iel [they] défend souvent un sentiment de célébration queer et de fierté culturelle, et encouragent les autres à faire de même. ».
Shaneel Lal a rejoint la classe Forbes 30 Under 30 Asia Class de 2022 pour son travail visant à interdire la thérapie de conversion en Nouvelle-Zélande.

## Émissions télévisées
- Queer & Here[71],[72]
- Le nouveau monde VICE de la Résistance[réf. nécessaire]

## Autres actions
Lal conseille le ministre de l'Éducation, Chris Hipkins pendant trois ans en tant que membre du groupe consultatif du ministre. Lal siège au groupe de travail sur la jeunesse d'Amnesty International.  Lal devient « Global Youth Leader for Open Government partnership » (Leader de la jeunesse mondiale pour le partenariat pour un gouvernement ouvert). En 2019, Lal fait partie d'une sélection, réalisée par Jenny Salesa (femme politique travailliste) pour représenter Manakau East au Parlement des Jeunes de Nouvelle-Zélande. En plus de militer, Lal est mannequin en contrat avec Unique Management.
Lal est jeune leader de la justice pour le Centre de coopération internationale de l'Université de New York.